# Reid Harrison
Reid Williams Harrison (6 de enero de 1959 – 15 de enero de 2024) fue un guionista y productor de televisión estadounidense. Ha escrito para varias series de televisión entre las que se incluyen Los Simpson. Además de eso también ha sido editor de algunos capítulos de Los Simpson.

## Trabajos

### Escritor
1. Los Simpson
  - The Springfield Files
  - Papa Don't Leech
2. Catscratch
  - Free Hovis/Three Against Nature
3. Tak and the Power of Juju
  - The Littlest Gratch/Lok, the Offender
4. George of the jungle
  - Rainy Season/Love in the Air
  - Brother George/Ape Mitzvah
  - The Snoring/George's Day Off
5. Celebrity Deathmatch
  - Celebrity Death Mash
  - The Banter Bloodbath
6. Rodney
  - Rodney's Affair
7. Drawn Together
  - Número de capítulos desconocido
8. 3-South
  - Del Gets Sick
9. Son of the Beach
  - Three Days of the Condom
10. Brother's Keeper
  - Número de capítulos desconocido
11. George & Leo
  - Número de capítulos desconocido
12. Men Behaving Badly
  - Número de capítulos desconocido
13. Duckman: Private Dick/Family Man
  - Número de capítulos desconocido
14. Danger Mouse (2015)
  - Half the World is Enough
  - Big Trouble in Little Clowntown

### Editor
1. Los Simpson
  - Simpson Tide
  - Lisa's Sax
  - Simpsoncalifragilisticexpiala(Annoyed Grunt)cious
  - The Springfield Files
2. Drawn Together
  - Hot Tub
3. George & Leo
  - The Job
4. The 1994 Billboard Music Awards

### Productor
1. The PJs
  - Who Da Boss?
2. Daddio
  - Número de capítulos desconocido
3. Brother's Keeper
  - Número de capítulos desconocido
4. George & Leo
  - Número de capítulos desconocido

### Banda sonora
1. Los Simpson
  - Papa Don't Leech